# Церковь Марии Магдалины (Ханья)
Церковь Святой равноапостольной Марии Магдалины (греч. Ἱερός Προσκυνηματικός Ναός Ἁγίας Μαγδαληνῆς) — православный храм в городе Ханья на острове Крит. Принадлежит Кидонийской митрополии полуавтономной Критской православной церкви Константинопольского Патриархата. Построен в необычном для Крита и Греции вообще «русском стиле».

## История
В 1898 году было создано автономное Критское государство в составе Османской империи, которое возглавил принц Георг (1869—1957), сын греческого короля Георга и внучки императора Николая I Ольги Константиновны.
В 1901 году принц Георг предложил построить церковь во имя святой Марии Магдалины, в память о посещении Ханьи Марией Георгиевной. Щедрую помощь в постройке храма предложила его мать, королева Ольга. Она выделила крупную сумму, и благодаря её посредничеству из Петербурга на Крит был прислан эскизный проект храма, принадлежащий, вероятно, Давиду Гримму. Проект был рассмотрен директором городских общественных работ Панцерисом и передан местному архитектору Хри́стосу Цолинасу, который исполнил рабочие чертежи, руководил строительством здания и благоустройством прилегающей территории.
24 декабря 1902 (6 января 1903) года митрополит Критский Евмений (Ксирудакис) возглавил великое освящение храма, которое совершалось в присутствии Георга и Королевы Ольги, а также русских морских офицеров, входивших в состав иностранного контингента на острове. Построенный храм был небольшим и вмещал около 40 человек.
В 1908 году должность правителя была упразднена, и принц Георг, а также иностранные гарнизоны, покинули Крит. Покидая остров, Георгий в особом письме выразил желание передать городу свою домовую церковь, которая с тех пор является муниципальной собственностью. Однако местные жители продолжали называть этот храм «ο ηγεμονικός ναός», то есть «церковь правителя», в память о её основателе.

## Галерея
- Вид с северо-запада
- Звонница